# Stromatopelma batesii
Stromatopelma batesii is een spinnensoort uit de familie van de vogelspinnen (Theraphosidae).
De wetenschappelijke naam van de soort werd in 1902 als Scodra batesii gepubliceerd door Reginald Innes Pocock.